# Bernay-en-Ponthieu

Bernay-en-Ponthieu este o comună în departamentul Somme, Franța. În 1 ianuarie 2022 avea o populație de 240 de locuitori.